# 韓英進

韓英進牧徽

韓英進（1958年—），聖名若瑟，陝西省咸陽市人，天主教三原教區第三任中国籍主教，獲北京和梵蒂岡承認。

## 生平
生於一個公教家庭。高中畢業後在鐵道部工作，1986年進修院。1992年晉鐸。2010年6月24日晉牧，成為當年晉牧的第四位大陸主教。